# Пронькіно (Єврейська автономна область)
Пронькіно (рос. Пронькино) — село у Біробіджанському районі Єврейської автономної області Російської Федерації.
Входить до складу муніципального утворення Валдгеймське сільське поселення. Населення становить 481 особа (2010).

## Історія
Згідно із законом від 26 листопада 2003 року органом місцевого самоврядування є Валдгеймське сільське поселення.

## Населення
| 2002 | 2010 |
| ---- | ---- |
| 539  | ↘481 |